# Richard Hornung
Richard Hornung (1950–1995) fue un diseñador de vestuario y diseñador de producción de cine y teatro estadounidense. 
Hornung nació en Bethlehem, Pensilvania, hijo de Jacob Hornung y Elizabeth Clause. Asistió a la Universidad de Kutztown y luego a la Universidad de Illinois, dónde se graduó con un máster en diseño de vestuario. Más tarde se trasladó a la ciudad de Nueva York, donde trabajó en teatros de Broadway y off-Broadway, y diseñó para varias producciones de la Escuela Juilliard.
Comenzó su carrera en el cine en el año 1986, diseñando el vestuario de Raising Arizona, dirigida por los hermanos Coen, con quienes continuaría trabajando durante toda su carrera. En 1992 fue nominado al Oscar al mejor diseño de vestuario por su trabajo en Barton Fink. Otros de sus créditos incluyen The Grifters, Doc Hollywood, This Boy's Life, Natural Born Killers y Nixon.
Falleció en 1995, a los 45 años de edad, como consecuencia del sida.

## Premios y distinciones
Premios Óscar
| Año  | Categoría                 | Película    | Resultado |
| ---- | ------------------------- | ----------- | --------- |
| 1992 | Mejor diseño de vestuario | Barton Fink | Nominado  |